# Solenostoma lignuifolium
Solenostoma lignuifolium là một loài rêu tản trong họ Jungermanniaceae. Loài này được (Gottsche) R.M. Schust. mô tả khoa học lần đầu tiên năm 2002.